# Gugusse et l'Automate
Gugusse et l'Automate sau  The Clown and the Automaton (1897)  este un film scurt francez științifico-fantastic de Georges Méliès. 
În acest film apare primul robot în cinematografie (cuvântul „automaton” a fost schimbat cu cuvântul „robot” abia în piesa lui Karel Čapek R.U.R.),
Este considerat film pierdut.

## Vezi și
- Listă de filme științifico-fantastice înainte de 1920